# 카마강

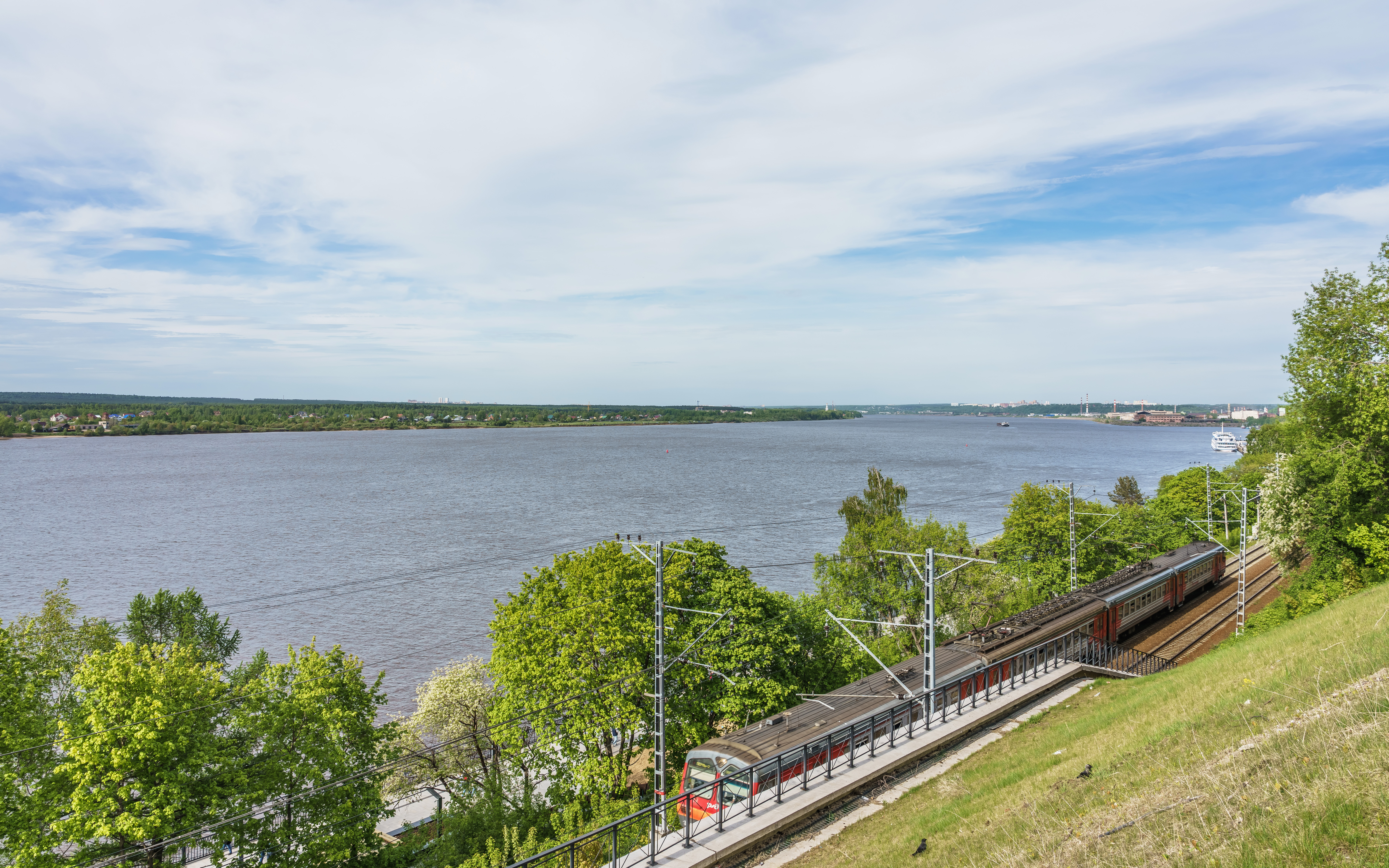

카마강(러시아어: Ка́ма 카마[*], 코미어: Ком, 타타르어: Чулман/Çulman)은 러시아의 강으로, 길이는 2,030km이고, 유역면적은 52만 2000km2이다. 우랄산맥의 상카마 구릉에서 발원해서 남쪽으로 흘러 페름을 거쳐서 볼가강 중류 좌안으로 흘러든다.
상류 쪽에는 카마 호가 있다. 11월 말부터 4월까지 언다.